# ヘルダー邸

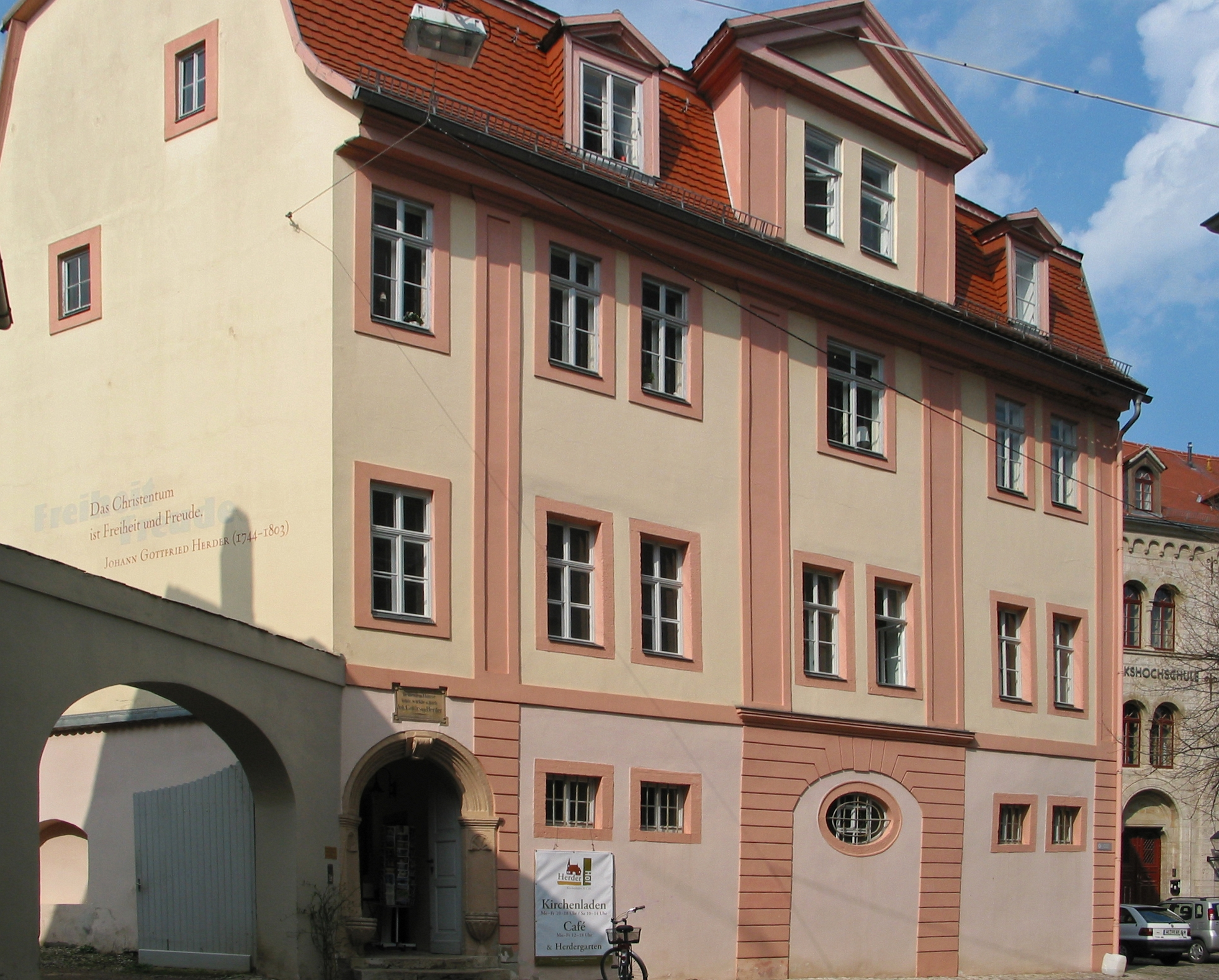
ヴァイマルの町の教会の裏にある彼の自宅の正面図

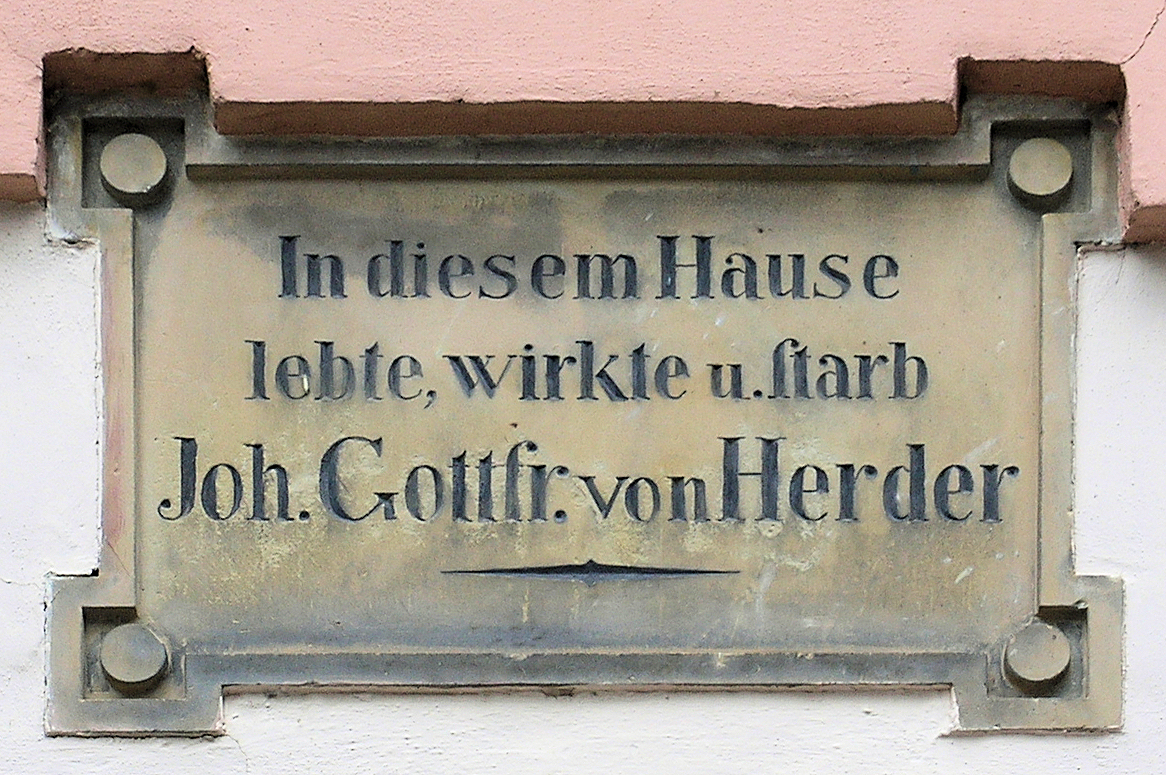
ヘルダー広場 8 にある彼の自宅の入口ゲートの上にある記念銘板

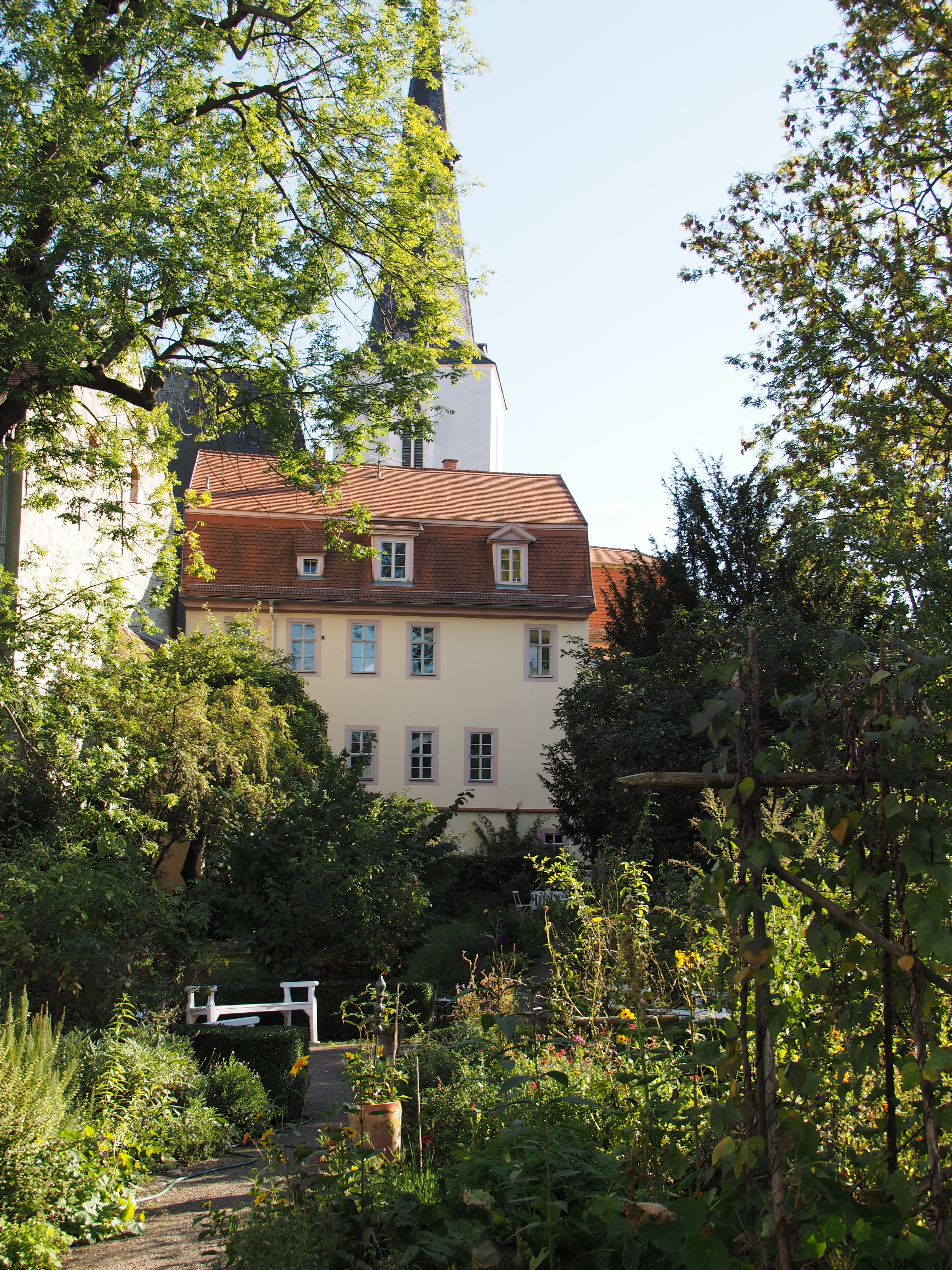
歴史あるヘルダーの庭園

神学者であり哲学者でもあったヨハン・ゴットフリート・ヘルダーの旧ヘルダー邸(ドイツ語: Wohnhaus Herder)は、ドイツヴァイマル旧市街の中心部、ヘルダー広場8番地にあり、その左手には、彼が亡くなるまでザクセン＝ヴァイマル公国の牧師長兼総監督を務めた聖ペーター・パウロ市教会(ヘルダー教会)がある。
広場の目立たない角地にある教会堂の陰に隠れているため、1726年から27年にかけてバロック様式で改築されたこの作家の家は、ほとんど注目されていない。
しかし、1998年以来、ユネスコの世界遺産リスト「古典主義の都ヴァイマル」に登録された3つのヴァイマル・ヘルダーゆかりの史跡のひとつとなっている。
ヘルダーは、ゲーテの仲介でカール・アウグスト大公によってヴァイマルに呼び寄せられた1776年から1803年12月18日に亡くなるまでの27年間、家族とともにこの家で暮らした。 彼の家族はヴァイマルで急速に増え、8人の子供のうち6人がこの家で生まれた。1850年、作家で劇場の演出家でもあったフランツ・フォン・ディンゲルシュテット（1814-1881）は、当時まだ現存していたヘルダーの書斎を見る機会を得て、そのノートにこう記している：
牧師館の裏にある噴水、花、果樹、ベリー類、野菜畑のある家の庭は、ヘルダーにとって特に思い入れのある場所だであった。当時、彼は自分のアイデアで小道や植栽をデザインすることができた。ヘルダー庭園は、彼の手紙や詩をもとに、また古い都市計画に基づいて、ヨハン・ゴットフリート・ヘルダー生誕250周年を記念して、1846年に再建された庭園小屋とともに1994年に再建された。
現在も管理人の住居となっている邸宅とは異なり、庭園は一般公開されている。入口の門の上には、ヘルダーのかつての公邸を示す記念プレートが掲げられている。2005年4月以来、歴史的邸宅の1階は小さな教会ショップになっており、ヘルダーホーフのカフェも併設されている。建物の西側破風には、ヘルダーが残した「キリスト教は自由であり喜びである」(Das Christentum ist Freiheit und Freude)という言葉が大きな文字で刻まれている。